# Sei donne per l'assassino
Sei donne per l'assassino è un film del 1964, diretto da Mario Bava e interpretato, tra gli altri, da Eva Bartok, Cameron Mitchell, Mary Arden e Thomas Reiner.
È considerato un titolo estremamente importante per il cinema italiano di genere: la pellicola, infatti, codificò definitivamente le regole del giallo all'italiana. Ai tempi fu molto criticato perché considerato sadico.

## Trama
Massimo Morlacchi e la contessa Cristiana Cuomo sono i proprietari d'un atelier di moda. Una loro modella, Isabella, viene strangolata da un assassino con il volto coperto da un cappuccio bianco. Sul posto arriva immediatamente l'ispettore Silvestri per interrogare i presenti. Scopre così che Isabella era l'amante dell'antiquario Franco Scalo. Poco dopo, durante una sfilata, un'altra modella trova il diario d'Isabella, che contiene rivelazioni compromettenti per tutti; questa modella è Nicole, amica d'Isabella. La modella prende con sé il diario e telefona a Franco, di cui era anch'essa amante e con cui si mette d'accordo al fine di consegnargli il compromettente oggetto. Una telefonata dell'assassino, che si finge Franco, induce Nicole a recarsi nell'abitazione dell'antiquario. Nel frattempo, in un momento di pausa, il diario viene trafugato da Peggy, un'altra modella, che lo sottrae dalla borsa di Nicole.
Nicole si reca a casa di Franco dove ad attenderla, però, c'è solo l'assassino "senza volto". Dopo un lungo inseguimento l'omicida uccide la ragazza, per mezzo di un guanto chiodato. Intanto, lo stilista tossicodipendente Marco accompagna a casa Peggy, di cui è segretamente innamorato. Peggy viene raggiunta da una telefonata dell'ispettore Silvestri, che le comunica la scomparsa di Nicole chiedendole, peraltro, un appuntamento urgente al fine di chiarire la situazione. Peggy, spaventata, allontana Marco e, rimasta sola, brucia il diario d'Isabella. Prima dell'arrivo dell'ispettore, l'assassino s'introduce nell'abitazione della modella in cerca del diario. L'omicida tramortisce Peggy e la lega a una sedia, poi, non rinvenendo il diario, la tortura bruciandole una mano contro una stufa. Peggy riesce a strappare il cappuccio all'assassino, ma questi le brucia anche la faccia, portandola inesorabilmente alla morte. L'ispettore convoca al commissariato l'intero entourage dell'atelier: Scalo, il marchese Morelli, Marco, Massimo Morlacchi e Cesare Lazzarini, un altro stilista. Per precauzione, decide di trattenere tutti.
Intanto Greta scopre il cadavere di Peggy, nascosto nel bagagliaio della sua auto. Costernata, trascina il corpo in casa, ma nell'abitazione trova l'assassino ad attenderla, che la soffoca con un cuscino. Dopo questo evento l'ispettore Silvestri si vede costretto a rilasciare tutti i sospettati. All'atelier, Morlacchi scende in un sotterraneo e, subito dopo, viene raggiunto dalla contessa Cristiana. La donna confessa a Morlacchi d'avere ucciso Greta al fine di fornirgli un alibi. Morlacchi, infatti, è l'autore dei primi tre delitti. Morlacchi e Cristiana sono amanti. Morlacchi aveva ucciso il marito di Cristiana e, per tale fatto, era ricattato da Isabella. Morlacchi propone a Cristiana d'uccidere Tao-Li e di simulare un suicidio, in modo da fare ricadere la responsabilità di tutti i delitti sulla modella. Secondo i piani della diabolica coppia, a uccidere, questa volta, sarà Cristiana.
Cristiana elimina Tao-Li nel suo appartamento annegandola nella vasca da bagno e conclude il suo lavoro tagliando le vene alla modella, per simularne il suicidio. Nel frattempo, un uomo misterioso taglia i fili che sorreggono la grondaia del palazzo. Dopodiché suona il campanello dell'appartamento. Cristiana, temendo si tratti della polizia, esce sul cornicione e cerca di scendere aggrappandosi alla grondaia, precipitando nel vuoto. In realtà l'uomo è Morlacchi, che ha ideato il piano per eliminare Cristiana: infatti, la polizia attribuirebbe a lei ogni delitto e su di lui non ricadrebbe alcun sospetto. Morlacchi, quindi, riesce nell'intento. Precipitata Cristiana nel vuoto, l'uomo torna all'atelier. Là Morlacchi preleva i gioielli dalla cassaforte. A quel punto, però, percepisce un rumore e intravede una sagoma barcollante che entra nel suo studio: si tratta di Cristiana, ancora viva, che l'accusa d'averla voluta eliminare. La donna, pur cadendo dal cornicione, s'è salvata grazie al tendone d'un negozio, sul quale è precipitata. Morlacchi tenta di calmarla, ma Cristiana, prima di morire, riesce a freddarlo con alcuni colpi di pistola. La donna, quindi, chiama la polizia e fa in tempo a chiedere dell'ispettore Silvestri, prima di crollare sul cadavere del killer esalando l'ultimo respiro.

## Produzione
Il film è una co-produzione italo-franco-tedesca. Fra i produttori della pellicola spicca il nome di Georges De Beauregard, produttore di molti film di Jean-Pierre Melville e Jean Luc Godard.

### Riprese
Le riprese del film si svolsero interamente a Roma, tra il 22 novembre 1963 e l'8 gennaio 1964. Gli esterni dell'atelier che fa da location principale del film furono girati a Villa Sciarra e non come erroneamente riportato da più fonti a Villa Pamphili.

## Influenze
Sei donne per l'assassino è stato l'ispiratore inconfessato dei primi film di Dario Argento. L'assassino vestito di nero, senza volto e con i guanti sarà uno dei topoi del genere giallo italiano. Altri elementi innovatori del film, che saranno riproposti da altre pellicole del genere sono:
1. L'introduzione del cosiddetto "body count", vale a dire la sequela di un notevole numero di cadaveri;
2. Il sadismo dei suddetti omicidi;
3. Le diverse modalità degli omicidi.[3]

Il critico cinematografico Tim Lucas ha sottolineato che questo film «ha ispirato una massa di registi, da Martin Scorsese a Dario Argento a Quentin Tarantino».
Inoltre, si fa chiaro riferimento all'assassino nella serie Freaks! in cui un misterioso uomo senza volto perseguita i protagonisti.
Wes Craven ha affermato che nel costruire l'immagine di Freddy Krueger (in particolare l'idea dello psicopatico col cappellaccio) si è ispirato a Sei donne per l'assassino.

### Collegamenti ad altre pellicole
- La sequenza della ragazza nella vasca è riprodotta all'inizio di Matador di Pedro Almodóvar in un contesto masturbatorio.

## Curiosità
- Il film non ha alcun legame con il film successivo 5 donne per l'assassino del 1974 diretto da Stelvio Massi.

## Accoglienza

### Incassi
Sei donne per l'assassino incassò circa 123 milioni di lire italiane.

### Critica
Il film ottenne buoni riscontri critici all'estero alla sua uscita nelle sale cinematografiche. I commenti si soffermarono sull'uso della fotografia e sul sadismo dei delitti.
Mario Bava dichiarò che si mise a ridere quando i critici dei Cahiers du cinéma gli chiesero se ci fosse un nesso tra l'oscillare dell'insegna dell'atelier nell'incipit del film e l'oscillare del telefono nell'ultima inquadratura..
In anni più recenti Alberto Pezzotta ha notato che «fin dalla sequenza dei titoli di testa i personaggi si confondono con i manichini dell'atelier, e si somigliano tutti. Assassino e poliziotto si vestono allo stesso modo, mentre è facile fare confusione tra le modelle».
La rivista Nocturno ha scritto: «Trattandosi di un film che codifica un genere Sei donne per l'assassino oggi sembra in gran parte "già visto": dall'abito dell'omicida alla serialità degli omicidi, tutto è stato assorbito e perfettamente inglobato dai registi successivi».

## Distribuzione

### Titoli per l'estero
Il film uscì negli USA come Blood and Black Lace, in Francia come Six femmes pour l'assassin e in Gran Bretagna come Six Women for the Murderer.